# Morgen
Morgen este un film realizat de regizorul român Marian Crișan, care a primit 4 distincții la Festivalul Internațional de Film de la Locarno din Elveția: Premiul Special al Juriului, acordat celei de-a doua cea mai bună producție din selecție, premiul juriului ecumenic, un premiu din partea juriului tineretului (unde s-a clasat pe locul al treilea), precum și premiul Don Quijote din partea Federației Internaționale Cineclub.

## Sinopsis
Filmul Morgen îl prezintă pe Nelu, în vârstă de 40 de ani, care lucrează ca agent de pază într-un supermarket din Salonta - un orășel de la granița româno-ungară din județul Bihor. Pentru Nelu, zilele trec la fel: în zori pescuiește, apoi merge la lucru, iar seara se întoarce acasă. Acesta trăiește împreună cu soția într-o casă izolată pe un câmp, în afara orașului. Într-o zi, bărbatul pescuiește ceva neobișnuit: un emigrant care vrea să treacă granița ilegal. Emigrantul îi oferă lui Nelu bani pentru a-l ajuta să treacă ilegal prin România. Fără să înțeleagă exact ce vrea să îi comunice emigrantul, Nelu ia banii și îi promite că îl va ajuta să treaca granița mâine (morgen, în limba germană). 

## Distribuție
- András Hatházi : Nelu
- Elvira Rimbu : Florica
- Yilmaz Yalcin : Behran

## Premii
- 4 distincții la Festivalul Internațional de Film de la Locarno din Elveția: Premiul Special al Juriului, acordat celei de-a doua cea mai bună producție din selecție, premiul juriului ecumenic, un premiu din partea juriului tineretului (unde s-a clasat pe locul al treilea), precum și premiul Don Quijote din partea Federației Internaționale Cineclub.[3]